# Secundino
San Secundino (fl. siglo V), o Sechnall (irlandés moderno: Seachnall) como es conocido en irlandés, fue el patrón y fundador de Domhnach Sechnaill, Condado de Meath, que en la tradición medieval fue conocido como discípulo de San Patricio y uno de los primeros obispos de Armagh. Los historiadores modernos han sugerido, sin embargo, que la conexión con San Patricio fue una invención posterior, creada por los historiadores de Armagh a favor de su patrón, y que lo más probable es que Secundino fuera un misionero diferente, posiblemente un compañero del anterior Paladio.

## Contexto y fuentes
Se sabe poco acerca del santo y su culto. Su fundación fue Domnach Sechnaill ('Iglesia de Sechnall'), ahora Dunshaughlin (Condado de Meath), no lejos de Tara, y a juzgar por el uso del elemento toponímico domnach (del latino dominicum), la iglesia probablemente es antigua. T.M. Charles-Edwards sugiere que el sitio pudo haber pertenecido originalmente a la provincia de Leinster más que a Mide, pero que la geografía política había cambiado durante el siglo VIII, cuándo gran parte del sur de Brega fue dividida entre diferentes ramas de los Síl nÁedo Sláine. Por aquel tiempo, Domnach Sechnaill se situaba en el reino del Uí Chernaig, cerca de la sede real crannóg Loch nGabor, al igual que las iglesias de Trevet y Kilbrew.
Argumentos lingüísticos a favor de la fecha temprana para la llegada del santo y su fundación también han sido dados con respecto al nombre del santo en latín e irlandés. El nombre latino tardío Secundino era común en los territorios latino parlantes de Europa. Su nombre fue trasladado a la lengua vernácula como Sechnall, según un patrón para el que David N. Dumville propone las etapas siguientes de desarrollo: Secundinus > *Sechundinus > *Sechundīnəs > *Sechundīn > *Sechndən > *Sechnən y finalmente en los siglos VIII/ IX, > *Sechnəl. Si esto es correcto, este patrón proporciona aún más credibilidad a la actividad del santo en el siglo V.
Las tradiciones sobre el santo están presentes en numerosas fuentes, incluyendo anales irlandeses, el Félire Óengusso y otro martirologios, la Vita Tripartita y una lista de historias de San Patricio. Secundino es también el autor adscrito a un antiguo himno latino en elogio de Patricio, conocido como Audite Omnes Amantes ('Oid, todos los  amantes') o el Himno de Secundino escrito en trochaic septenarius, cuya copia más temprana se encuentra en el Antifonario de Bangor del siglo VII. La adscripción a Secundino, si cierto o falso, es habitual en fuentes medievales, apareciendo ya en el Félire Óengusso, y notablemente en el prefacio irlandés preservado en algunas copias del manuscrito del Himno. Este prefacio añade algunos detalles biográficos, incluyendo una leyenda sobre la pelea y reconciliación entre Sechnall y Patricio que lleva a la composición del himno. Existió una Vida para este santo, pero solo ha llegado a nosotros en una compilación de manuscritos del siglo XVII, donada por el jesuita irlandés Henry FitzSimon a los bolandistas. El manuscrito se puede encontrar en la colección Bolandista de la Real Biblioteca de Bruselas, bajo la rúbrica MS 8957-8.

## Vida
Los anales irlandeses informan de que en 439, los obispos Secundino, Auxilio e Isernino llegaron a Irlanda para ayudar a Patricio. Muirchú habla también de la implicación de Auxilius y Iserninus, ambos posiblemente de Auxerre, pero no nombra a Secundinus.
Una tradición posterior, de procedencia incierta, parece sugerir que Secundino y Auxilio eran de origen italiano. Los detalles a este efecto aparecen primero en el prefacio irlandés al Himno de Secundino según se encuentra en algunas versiones manuscritas del Liber Hymnorum. Declara que Secundino era hijo de Restituto y la hermana de San Patricio, Dar Ercae; en el Chronicon Scotorum, esta última es llamada Culmana. El prefacio cita una estrofa del sabio de Armagh Eochaid ua Flannacain (m. 1005) que afirma que Restituto pertenecía a los lombardos de Letha, un topónimo referido a la Galia, pero a veces confundido con el Lacio. En la estrofa, Sechnall recibe el nombre familiar paterno moccu Baird. A pesar de que la presencia de lombardos en Italia sería un anacronismo, Thomas F. O'Rahilly considera posible que Secundino — y quizás Auxilio, también — provinieran del norte de Italia. Como el propio nombre del santo, Restituto era un nombre latino popular en la Europa cristiana, pero en este caso no hay manera de saber si los historiadores de Patricio usaban información genuina o rellenaban huecos en el informe genealógico del santo.
Algunos expertos han sugerido que Secundino precedió a Patricio. En su conferencia Los dos Patricios, O'Rahilly argumenta que Secundino, posiblemente un nativo del norte de Italia, fue uno de los tres obispos que llegaron a Irlanda en 439 para asistir a Paladio, cuya misión había empezado en 431 y que fue conocido en Irlanda como Patricius (llevando a confusión con el posterior San Patricio). En 441 Paladio fue llamado a Roma para ser examinado por el nuevo papa León I, dejando a Secundino a cargo de la Iglesia en Irlanda. Se hizo conocido por ser el primer obispo cristiano en morir en tierra irlandesa.
Dumville admite la posibilidad que Secundino participara en la misión de Paladio, pero es más indeciso.
El desarrollo de la leyenda de Patricio involucró cada vez más a Secundino en el proceso por el que la sede de Armagh recibió las reliquias de los Santos Pedro y Pablo. San Patricio, según la Vita Tripartita, confió su sede a Secundino cuando fue a Roma a buscar las reliquias, mientras el prefacio al Himno dice que Patricio le había enviado para obtenerlas en persona.
Se cree que Secundino falleció en el 447 o 448, a los 75 años.

## Conmemoración
El nombre del santo era bastante familiar en Mide para dar lugar a numerosos nombres personales derivados, notablemente Máel Sechnaill (atestiguado desde el siglo IX) y más tarde también Gilla Sechnaill.
A pesar de la evidencia de una Vida medieval, hay poco en las fuentes que sugiera que Sechnall fuera objeto de un culto floreciente durante la Edad Media. Su festividad se celebra el 21 de mayo